# Куркджян, Тим
Тим Куркджян (англ. Tim Kurkjian; 10 декабря 1956, Бетесда, Мэриленд, США) — американский писатель, аналитик, ведущий, журналист и репортер телеканала ESPN TV, Baseball Tonight и SportsCenter. Аналитик Monday Night Baseball, старший писатель ESPN. Член Ассоциации бейсбольных писателей Америки. Лауреат премии BBWAA Career Excellence Award 2022 года — ежегодно вручаемой писателю «за выдающийся вклад в писательство о бейсболе». 
Его книга «I’m Fascinated By Sacrifice Flies» была выпущена в 2016 году и вошла в список бестселлеров New York Times.

## Биография
Родился 10 декабря 1956 года. Его бабушка и дедушка по отцовской линии спасаясь от геноцида армян эмигрировали в США и поселились в Уотертаун, штат Массачусетс. Отец Бадриг «Джефф» Куркджян, мать, родом из Англии, Джойс Куркджян.
Вырос в Бетесде, штат Мэриленд, и учился в средней школе Уолтера Джонсона. В 1978 году он окончил Университет Мэриленда со степенью бакалавра журналистики.
Его журналистская карьера началась в газете The Washington Star в 1978 году, после того как в том же году он окончил Университет Мэриленда. Он также некоторое время работал в Baltimore News-American в 1981 году, прежде чем освещать Рейнджерс.
Тим Куркджян присоединился к ESPN в марте 1998 года в качестве репортера Baseball Tonight и старшего писателя. Куркджян известен своим страстным рассказом и проницательностью. Он продолжает проводить анализ в своих статьях и регулярных выступлениях в программах Baseball Tonight и SportsCenter. Он также является основным участником репортажей Мировой серии Малой лиги ESPN и работал постоянным аналитиком на стенде, в том числе для Monday Night Baseball и Wednesday Night Baseball.
Куркджян имеет обширный опыт освещения бейсбола. Он был старшим писателем в SportsCenter в 1989–1997 годах, а также репортером CNN/SI в 1996–1997 годах.
Он освещал бейсбол высшей лиги в течение 40 лет, 10 лет в качестве битрайтера для трёх разных газет, затем восемь лет в качестве старшего писателя Sports Illustrated, прежде чем присоединиться к ESPN в 1998 году.
В настоящее время Тим проживает в Дарнстауне, штат Мэриленд, со своей женой Кэти и двумя детьми, Келли и Джеффри.